# Imperial College London
O Imperial College London (em tradução livre, Colégio Imperial de Londres) é uma renomada universidade pública britânica fundada em 1907 sediada em Londres, com foco em ciência, tecnologia e medicina. É uma das mais prestigiadas universidades do mundo, sendo amplamente reconhecida pelo respeito internacional do seu ensino e pesquisa.
Na avaliação da revista Times Higher Education, foi classificado como a 6.ª melhor universidade no mundo, ficando em 4.° para as áreas de ciência, tecnologia e medicina. No QS World University Rankings ela também é classificada como sendo a 6.ª melhor universidade no mundo na avaliação geral. 
Integra o grupo Golden Triangle de universidades britânicas de elite, em conjunto com outras célebres universidades como as de Oxford, Cambridge e London School of Economics. É também membro do Grupo Russell de universidades, AMBA, e IDEA League.

## Histórico
Fundado em 8 de julho de 1907, através da fusão dos City and Guilds College, do Royal School of Mines e Royal College of Science, recebeu o Royal Charter pelo rei Eduardo VII em julho de 1907 e foi integrado na Universidade de Londres.
Com o decorrer dos anos várias instituições fundiram-se com o Imperial College School of Medicine, nomeadamente o Hospital Santa Maria (do inglês: St Mary's Hospital) Hospital Escola Médica (do inglês: Hospital Medical school - 1988), o National Heart and Lung institute (1995), o Charing Cross e a Westminster Medical School (1997), o Royal Postgraduate Medical School foi inserido também em 1997 bem como o Institute of Obstetrics and Gynaecology.
Em 2000 o Wye College, foi adquirido, por motivos financeiros. Em dezembro de 2005 foi anunciado um parque de ciências nesse campus mas queixas de ambientalistas acabaram com essa tentativa. Em julho de 2007, pelo centésimo aniversário da instituição, o Imperial College separou-se oficialmente da University of London, sendo que já atribuia DICs (Diploma of Imperial College) desde 2003. E recentemente integrou a Tanaka Business School.